# 阿夫里卡尼夫卡
48°53′7″N 36°48′11″E / 48.88528°N 36.80306°E
阿夫里卡尼夫卡（烏克蘭語：Африканівка）是位於烏克蘭東部的村莊，由哈爾科夫州伊久姆區的巴爾溫科韋市鎮負責管轄。該村始建於1923年，面積0.16平方公里，海拔高度162米，2001年人口814，人口密度每平方公里5,251.6人。